# Geopark Ținutul Buzăului

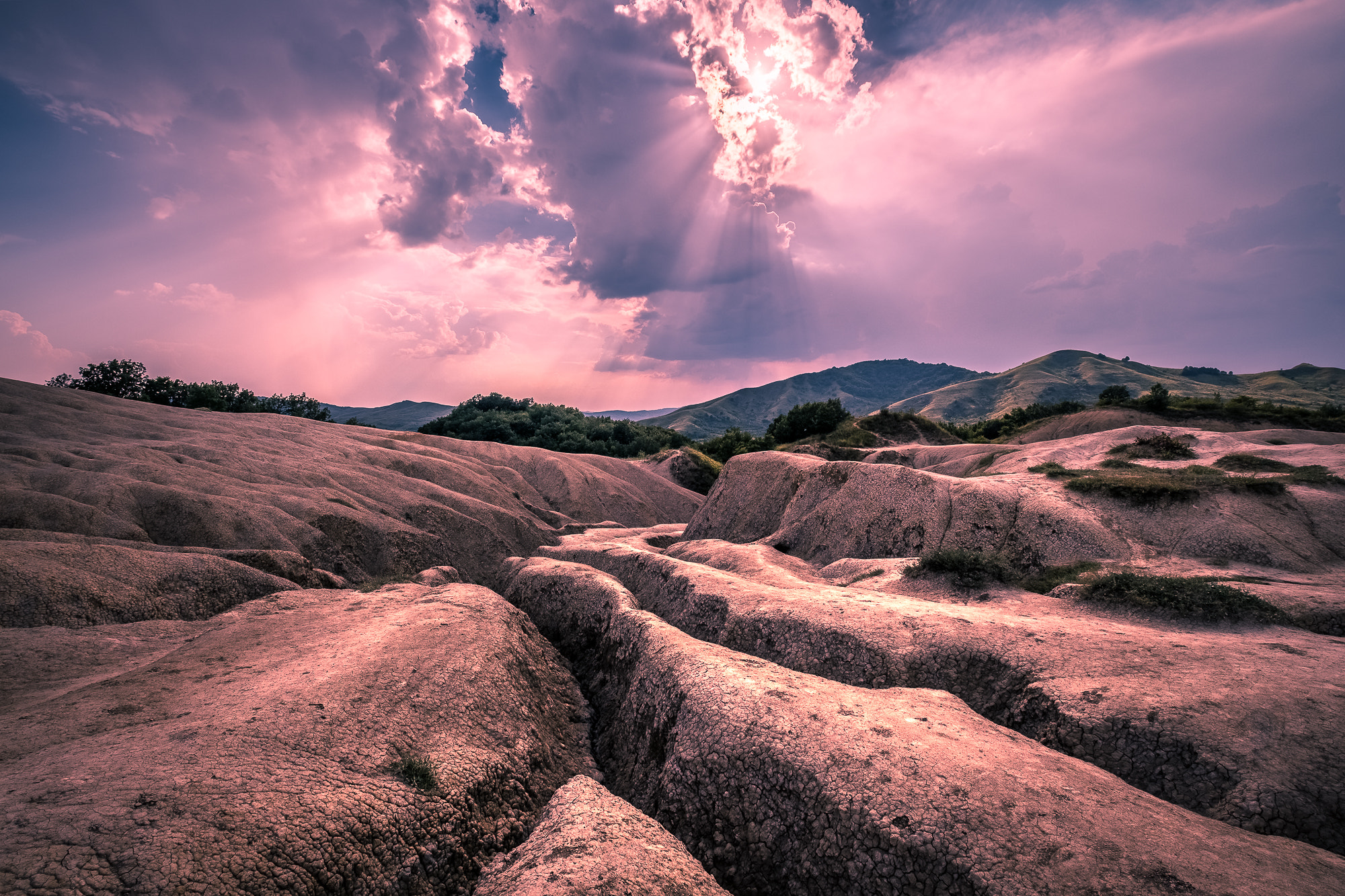

Geopark Ținutul Buzăului (Roemeens: Geoparcul Ținutul Buzăului) is een natuurpark en geopark in Roemenië. Het park is 1036 vierkante kilometer groot en werd opgericht in 2010 (sinds 2022 Unesco Global Geopark). Het natuurpark omvat de streek rond Buzău met moddervulkanen (Vulcanii Noroiosi), bossen, zandsteenformaties.